# Mokubilo
Mokubilo is een dorp in het district Central in Botswana. De plaats telt 1917 inwoners (2011).